# 1+9+8+2 = XX
1+9+8+2 = XX è il quindicesimo album di studio inciso dalla rock band inglese Status Quo, pubblicato per la prima volta nell'aprile del 1982.

## Il disco
Primo LP inciso dagli Status Quo senza la storica formazione originale (il batterista John Coghlan lascia i compagni sostituito da Pete Kircher appena iniziate le sedute di registrazione), 1+9+8+2 = XX è anche il disco con cui il gruppo festeggia i primi venti anni di carriera.
Totalmente insensibili alle ultime critiche di eccessivo semplicismo giunte dai giornali britannici, Rossi e compagni rimangono fino in fondo fedeli alla logica di suonare solo per il gusto del pubblico, sorprendendo tutti con uno degli album più leggeri e volutamente disimpegnati dell'intera carriera, molto diverso dai classici hard con cui avevano raggiunto la celebrità.
Il lavoro svolto in sala d'incisione consente alla band di elaborare un sound più aperto e brillante, con atmosfere fresche e divertenti che fanno da sfondo a briose composizioni di puro e frugale rock and roll.
Il pubblico premia il disco con il primo posto e 20 settimane di permanenza nelle classifiche inglesi.
Singoli: Dear John (n. 10 UK); She Don't Fool Me (n. 36 UK).
Note:
- 1+9+8+2 = XX è il primo album degli Status Quo cui partecipa in qualità di membro ufficiale anche il tastierista Andy Bown, da anni collaboratore e accompagnatore esterno al gruppo.
- Il particolare gioco numerico che dà titolo all'album trae origine dal fatto che nel 1982 cade l'anniversario del primo ventennale della band. Sommando i singoli numeri dell'anno 1982 si ottiene come risultato proprio il 20.
- In alcuni Paesi anche il brano Jealousy viene pubblicato come singolo (con I Love Rock and Roll come "lato B") ma con scarso successo.[4]

## Tracce

### Lato A
1. She Don't Fool Me - 4:30 - (Parfitt/Bown)
2. Young Pretender - 3:32 - (Rossi/Frost)
3. Get Out and Walk - 3:10 - (Parfitt/Bown)
4. Jealousy - 2:53 - (Rossi/Frost)
5. I Love Rock and Roll - 2:47 - (Lancaster)

### Lato B
1. Resurrection - 3:46 - (Bown/Parfitt)
2. Dear John - 3:12 - (Gustafson/Macauley)
3. Doesn't Matter - 3:36 - (Frost/Rossi)
4. I Want the World to Know - 3:21 - (Lancaster/Lamb)
5. I Should Have Known - 3:29 - (Rossi/Frost)
6. Big Man - 3:40 - (Lancaster/Green)

### Tracce bonus dell'edizione CD 2006
1. Calling the Shots - 4:53 - (Bown/Parfitt)
2. Hold You Back (Live at the N.E.C.) - 4:41 - (Parfitt/Rossi/Young)
3. Over The Edge (Live at the N.E.C.) - 4:21 - (Lamb/Lancaster)

## Deluxe Edition 2018
Il 28 settembre 2018, viene pubblicata la deluxe edition dell'album contenente due CD.
Nel primo disco viene riprodotto fedelmente l'album del 1982, con il sound completamente restaurato e rimasterizzato.
Nel secondo CD è incluso il brano Calling the Shots, "lato B" del singolo Jealousy e una lunga jam session con vari brani provati in studio.
Il libretto, oltre a varie foto del periodo di incisione dell'album, contiene delle ampie note illustrative redatte a cura di Dave Ling, critico delle riviste musicali britanniche Classic Rock e Metal Hammer.

## Tracce Deluxe Edition
CD 1
Contiene l'album originale del 1982, in versione restaurata e rimasterizzata.
1. She Don't Fool Me - 4:30 - (Parfitt/Bown)
2. Young Pretender - 3:32 - (Rossi/Frost)
3. Get Out and Walk - 3:10 - (Parfitt/Bown)
4. Jealousy - 2:53 - (Rossi/Frost)
5. I Love Rock and Roll - 2:47 - (Lancaster)
6. Resurrection - 3:46 - (Bown/Parfitt)
7. Dear John - 3:12 - (Gustafson/Macauley)
8. Doesn't Matter - 3:36 - (Frost/Rossi)
9. I Want the World to Know - 3:21 - (Lancaster/Lamb)
10. I Should Have Known - 3:29 - (Rossi/Frost)
11. Big Man - 3:40 - (Lancaster/Green)

CD 2
Contiene  il brano Calling the Shots ("lato B" del singolo Jealousy) e una lunga jam session con vari brani provati in studio.
1. Calling the Shots - 4:56 - (Parfitt/Bown) - "Lato B" del singolo Jealousy.
2. Break the Rules - 1:14 - (Rossi/Parfitt/Young/Lancaster/Coghlan)
3. When the Girl in Your Arms - 1:49 - (Bennett/Tepper)
4. Half-Way to Paradise - 2:05 - (Goffin/King)
5. Cathy's Clown - 1:25 - (Everly/Everly)
6. It's Only Make Believe - 1:38 - (Twitty/Nance)
7. Walk on By - 2:16 - (Bacharach/David)
8. Singing the Blues - 2:12 - (Endsley)
9. Jealous Heart - 1:24 - (Carson)
10. Down the Dustpipe - 1:58 - (Grossman)
11. Wild Side of Life - 5:59 - (Warren/Carter)
12. Lover Please/Let's Twist Again/Rock'n'Roll Music - 3:33 - (Swan/Mann/Appell/Berry)
13. He'll Have to Go/Pictures of Matchstick Men - 4:46 - (Allison/Allison/Rossi)
14. Unspoken Words - 3:08 - (Rossi/Young)
15. Blueberry Hill - 2:26 - (Lewis/Stock/Rose)
16. Gimme Some Lovin' - 2:03 - (Winwood)
17. Time to Fly/Railroad - 5:15 - (Lancaster/Rossi/Young)
18. Umleitung - 3:22 - (Lancaster/Lynes)
19. Someone's Learning - 1:51 - (Lancaster)
20. It Doesn't Matter Anymore - 2:03 - (Rossi/Frost)
21. Red River Rock - 2:29 - (Mendelsohn/Mack/King)
22. Like a Good Girl/Mean Girl - 3:01 - (Rossi/Young)
23. Stay the Night - 3:52 - (Rossi/Frost/Miller)

## Formazione
- Francis Rossi (chitarra solista, voce)
- Andy Bown (tastiere)
- Rick Parfitt (chitarra ritmica, voce)
- Alan Lancaster (basso, voce)
- Pete Kircher (percussioni)

## Altri musicisti
- Bernie Frost (cori)

## British album chart
| Posizione | 1 | 3 | 3 | 5 | 17 | 13 | 16 | 21 | 23 | 27 | 50 | 34 | 78 | 73 | 99 | 71 | 83 | 77 | 95 | 97 | uscito |